# Козяк, Виталий Петрович
Виталий Петрович Козяк (род. 25 марта 1969) — белорусский футболист, полузащитник.

## Биография
Занимался футболом со второго класса в ДЮСШ г. Молодечно у тренера Анатолия Береснева. Проходил военную службу радистом в РВСН в Красноярском крае. После возвращения со службы весной 1989 года присоединился к команде КФК «Металлург» (Молодечно), с которой вышел из второй лиги чемпионата Белорусской ССР в первую, а в 1991 году стал чемпионом и обладателем Кубка республики, а также победителем Кубка СССР среди КФК.
С 1992 года со своим клубом выступал в высшей лиге Беларуси. Причастен к наивысшему результату в истории клуба — четвёртому месту в сезоне 1994/95. За восемь лет провёл 183 матча за «Молодечно» в высшей лиге. В конце 1998 года, когда команда занимала место в нижней половине таблицы и испытывала проблемы с финансированием, футболист решил перейти в «Нафтан-Девон» (Новополоцк), где провёл один сезон. В последние годы карьеры выступал в мини-футболе, а также играл во второй лиге за команду «Забудова» (Чисть). Бронзовый призёр чемпионата Беларуси по мини-футболу 2000/01.
Всего в высшей лиге Беларуси сыграл 212 матчей и забил 35 голов.
После окончания игровой карьеры работает детским тренером в ДЮСШ № 4 г. Молодечно. Среди его воспитанников — игрок национальной сборной страны Владислав Малькевич. В настоящее время тренирует группы мальчиков 2010 и 2017 годов рождения. Подопечные как нынешние так и бывшие с теплотой отзываются о своем тренере и желают ему крепкого здоровья и успехов на трудовом поприще.
- Обладатель Кубка СССР среди КФК: 1991
- Чемпион Белорусской ССР: 1991
- Обладатель Кубка Белорусской ССР: 1991